# سلمانیه (رودبار جنوب)
سلمانیه، روستایی در دهستان بیژن‌آباد بخش مرکزی شهرستان رودبار جنوب در استان کرمان ایران است.

## جمعیت
بر پایه سرشماری عمومی نفوس و مسکن در سال ۱۳۹۵، جمعیت این روستا برابر با ۱٬۱۹۹ نفر (۳۳۵ خانوار) بوده‌است.